# Список татарских княжеских родов России
В список включаются княжеские рода исключительно с подтверждением Авторитетного источника.
Спи́сок тата́рских кня́жеских родо́в Росси́и.
В список включены:
- два рода (Кочубеи и Чингисы), возведённые в княжеское Российской Империи достоинство. В списке они отмечены (РИ).
- немногочисленные фамилии татарских князей, внесённые в число российско-княжеских; эти роды пользовались титулованием Ваше Сиятельство и вносились в V-ю часть родословных книг. В списке они отмечены (РТ).
- фамилии, происходящие от татарских мурз, признанные в Российской Империи в княжеском достоинстве и внесённые в категорию «князей татарских», которых по Именному указу императора Павла I от 20 января 1797 г., повелевалось «в число княжеских родов не включать»; эти роды пользовались титулованием господин князь и большинство из них вносились не в V-ю, а в VI-ю часть родословных книг[1]. В списке они отмечены (тат.).
- некоторые роды литовско-татарского дворянства, признанные дворянскими собраниями Виленской, Гродненской и Минской губерний и в Царстве Польском в 1-й четверти XIX в. в княжеском достоинстве или именуемые в определениях дворянских собраний этих губерний «татарами из князей» и также употреблявших этот титул, но княжеский титул которых Департаментом герольдии утверждён не был, и которые были утверждены только в дворянском достоинстве. Некоторые из них носили титул мурз (собственно в татарской феодальной иерархии этот титул носили младшие представители княжеских родов, а также некоторые отличившиеся татары, пожалованные ханами в это достоинство), который считался достоянием наиболее знатных родов. В списке они отмечены (лит.), с указанием родов, имевших титул мурз.
- фамилии, происходящие от татарских мурз, но не признанные в Российской Империи в княжеском достоинстве (некоторые не признаны не только в княжеском, но и в дворянском достоинстве); эти роды вносились, как правило, в VI-ю часть родословных книг.
- кроме этих фамилий, существовали княжеские роды, пресекшиеся в доимперский период (все угасшие роды отмечены (†)).

## Законодательство Российской империи о княжеских родах
Законодательство Российской империи о княжеских родах, включая татарских князей и мурз, определяло:
Статья № 56. Кроме лиц, доказавших своё происхождение от предков, пользовавшихся в России наследственно титулами Князей, Графов и Баронов. Дворянские Депутатские Собрания не должны признавать никого в этих достоинствах и выдавать свидетельства на это, не взирая на то, что просители представили подлинные рескрипты, указы и другие документы, в которых, они названы этими титулами, но обязаны требовать доказательств на пожалование их самих или их предков в этом достоинстве от Коронованных Глав и документы представлять с мнением своим в Департамент Герольдии на рассмотрение.
Статья № 1126. Пункт № 3. предписывал содержать списки Департаменту Герольдии Правительствующего Сената: Список князьям и мурзам татарского происхождения, восстановленным в прежнем их достоинстве. На основании этих списков официально на 1892 год утверждены в достоинстве татарских князей следующие роды: Акчурины, Баюшевы, Девлеткильдеевы, Дивеевы, Енгалычевы (3 рода), Еникеевы, Кекуатовы (Кейкуатовы), Кильдишевы, Кугушевы, Кудашевы (2 рода), Кулунчаковы, Куткины, Кутыевы, Максутовы, Максютовы, Маматовы, Маматказины-Сакаевы, Мамины, Мансыревы, Мустафины, Стокасимовы, Тенишевы (2 рода), Чегодаевы, Ширинские-Шихматовы, Яушевы.

## Фамилии княжеские
В список вошли фамилии татарских родов, которые в царских жалованных грамотах, служебных и других официальных документах именовались князьями, но официально не утверждены:
| Фамилии княжеские:                              |
| А Б В Г Д Ж З И К Л М Н О П Р С Т У Ф Х Ц Ч Ш Э |

### А
1. Князья Албычевы
2. Князья Абердеевы[5][6]
3. Князья Аганины[5][6]
4. Князья Адашевы[7] (†)
5. Князья Аиповы (Айповы)[5][6]
6. Князья Акчурины (тат.) ()
7. Князья Акчурины (Ак-Чурины) (тат.) (2 рода)
8. Князья Алачевы (Алашевы)[5] (†)
9. Князья Ахамашуковы-Черкасские[5]

### Б
1. Князья (мурзы) Базаревские герба Баженский (Бажен) (лит.)
2. Князья Байтерековы[5] (†)
3. Князья Барашевы[5] (†)
4. Князья Бахтыгозины (Бахтогозины)[5]
5. Князья Баюшевы (тат.) (†)[8]
6. Князья Бегильдеевы (тат.) (†) (,

)
1. Князья (мурзы) Бедишевы[9]
2. Князья Бектимировы.//Самарск.губ. Род.кн.~|
3. Князья Бибарсовы[10] (РТ)
4. Князья Бигилдеевы[5]
5. Князья (мурзы) Бигловы[5] ()
6. Князья Билюковы[5]
7. Князья Богдановы[5]
8. Князья Боровитеновы-Мещерские[5]
9. Князья Болюковы[5]
10. Князья Булаевы[5]
11. Князья Булушевы[5]

### В
1. Князья

### Г
1. Князья Гедиановы (РТ)[11] (†)
2. Князья Гильдеевы[5]
3. Князья Гилышевы[5]
4. Князья Глинские[5] герба Глинских (†)

### Д
1. Князья (мурзы) Дашкины[5] (тат.)
2. Князья Девлегеровы[6] (тат.)
3. Князья Девлеткильдеевы (Девлет-Кильдеевы)[5] (тат.)
4. Князья Давлечеровы (Девлечеровы) (тат.)[6]
5. Князья Джан-Сюеровы (Джань Сюеревы)
6. Князья Джеппаровы (Джепаровы) (тат.)[5]
7. Князья Деветьяровы[12]
8. Князья Дивеевы[5] (тат.)
9. Князья Долотказины (Даулет-Газы) ()

### Е
1. Князья Еделевы (морд.)[6]
2. Князья Енадаровы[5][6]
3. Князья (мурзы) Енаевы ()
4. Князья Еналеевы-Шугуровы[5][6]
5. Князья Енбарсовы[5][6]
6. Князья Енбаревы[6]
7. Князья (мурзы) Енгалычевы (Енголычевы)[5][6] (3 рода) (тат.) ()
8. Князья Енгильдеевы[5][6]
9. Князья (мурзы) Еникеевы[5][6] (тат.) ()
10. Князья (мурзы) Еникеевы ()
11. Князья Енодаровы[5][6]

### Ж
1. Князья (мурзы) Жабоевы

### З
1. Князья Замановы[5]

### И
1. Князья Ильмаметевы (Илмаметевы)[5]
2. Князья Ингильдеевы (Енгильдеевы)[5] (†)
3. Князья Исуповы[5]
4. Князья Ихбердеевы[5]
5. Князья (мурзы) Ишеевы[5] (тат.)
6. Князья Имаметдиновы (Мусины) — происходят от Ромадоновских
7. Князья Ищерковы[5]

### К
1. Князья Канбаевы (Канбоевы)[5]
2. Князья Кантемиры (РИ)[13] (†)
3. Князья (мурзы) Кекуатовы (Кейкуатовы, Кейкуватовы)[5] (тат.)
4. Князья Керекрейские (Кирикрейские)[5]
5. Князья Кикичевы[5] (Кигичевы)
6. Князья (мурзы) Кильдишевы (Кыльдишевы, Килдишевы)[5] (тат.)
7. Князья Килдеевы[5]
8. Князья Козекины[14]
9. Князья Костровы[15]
10. Князья Кочубеи
11. Князья Конбаровы[5]
12. Князья Кошаевы[5] (Кашаевы)[16].
13. Князья (мурзы) Кугушевы[5] (тат.) ()
14. Князья (мурзы) Кудашевы[5] (2 рода) (тат.) ()
15. Князья (мурзы) Кудяковы[5] (тат.) ()
16. Князья Кудяковы (Кудяковы)[5] (тат.) ()
17. Князья Кулышевы[14]
18. Князья Курмагазины-Мансуровы[5] (Курмагялин-Мансуровы)
19. Князья Кутеевы[5]
20. Князья Куткины[4] (тат.) (†)
21. Князья Кутлуевы[5] (†)
22. Князья Кутумовы[5]
23. Князья (мурзы) Кутыевы[11] (тат.)

### Л
1. Князья Лигичевы[5]

### М
1. Князья Макуловы[5] (†)
2. Князья (мурзы) Максутовы[17] (тат.)
3. Князья Мамаевы[5] (†)
4. Князья Маматказины-Сакаевы (Маматкозины-Сакаевы, Маматкозины)[5] (тат.) (), ()
5. Князья Маматовы[5] (тат.)
6. Князья Мамины[5] (тат.)
7. Князья (мурзы) Мамлеевы[5] (РТ) ()
8. Князья Мангушевы[5]
9. Князья Мансыревы[5] (тат.)
10. Князья Мещерские[5] (РТ)
11. Князья Молкеевы[5]
12. Князья Муратовы[5] (†)
13. Князья Мустафины (Мустофины)[5] (тат.)

### Н
1. Князья Нарымовы[14]

### О
1. Князья Облесимовы[5][18].

### П
1. Князья

### Р
1. Князья Разгильдеевы[5]

### С
1. Князья (мурзы) Сакаевы (), ()
2. Князья Сабанеевы[14]

()
1. Князья Седехметовы[19]
2. Князья Сеитовы[14] (†)
3. Князья Сембикаевы[5]
4. Князья Сибирские (до 1718 г. носили титул царевичей) (РТ) (†)
5. Князья Смаилевы (Смайлевы)[5]
6. Князья (мурзы) Соболевские (Конкирант-Мурза-Соболевские) герба Месяц (лит.)
7. Князья Сулешевы (Сулешовы)[5] (†)
8. Князья Сутушевы (Сутюшевы, Сютюшевы) ()
9. Князья (мурзы) Сюндюковы()[20].

### Т
1. Князья Тайшины (Таишины)[5]
2. Князья Темиревы[5] ()
3. Князья (мурзы) Тенишевы[5] (2 рода) (тат.) ()
4. Князья (мурзы) Терегуловы ()
5. Князья Теребердеевы[21] (мурзы Теребердеевы)[22]
6. Князья Тинбаевы (Тинбоевы)[5]
7. Князья Тинбаевы-Мансуровы[5]
8. Князья Тинеевы[5]
9. Князья Токоши герба Пелеш (лит.)
10. Князья Тонкачевы[5]
11. Князья Тугушевы[5]

### У
1. Князья Ураковы[5] (Уроковы) (†)
2. Князья Ураевы[5]
3. Князья Урмаметевы[5]
4. Князья Урусовы[5] (РТ)

### Ф
1. Князья Фазлиевы

### Х
1. Князья

### Ч
1. Князья Чанышевы (тат.) ()
2. Князья Чевкины (?)
3. Князья Чегодаевы[5][14] (тат.)
4. Князья Чекаевы[5]
5. Князья Черьяровы[5]
6. Князья Чингисы (РИ)
7. Князья Чурмантеевы[5]
8. Князья Чайкины (Кунгурские)

### Ш
1. Князья Шейховы (Шаеховы)[5] (тат.)
2. Князья Шахмаметевы[23]
3. Князья Шедяковы (Шейдяковы, Шейдяковы-Ногайские)[5] (†)
4. Князья Шейсуповы (Шайсуповы, Шаисуповы)[24]
5. Князья Шейсуновы[5].
6. Князья Ширинские[5]
7. Князья (мурзы) Ширинские-Шихматовы (тат.)
8. Князья Шихматовы[24]
9. Князья Шихмаметевы[5]

### Э
1. Князья

### Ю
1. Князья Юсуповы (Юсуповы-Княжево) (РТ) (†)[25]
2. Князья Юшковы[26]

### Я
1. Князья Якушевы[27]
2. Князья Якшенины ()
3. Князья Янбулатовы[28]
4. Князья Янгалычевы (Енголычёвы)[5]
5. Князья Ялымовы[5]
6. Князья (мурзы) Яушевы[29] (тат.)
7. Князь Яхшусат-мурза[14]

## Список родов подавших прошения о восстановлении в татарском княжеском достоинстве
В список вошли роды подавшие прошения о восстановлении в татарском княжеском достоинстве и которым было в этом официально отказано:
1. Мокшадеевы[30].
2. Ичаловы (подавали прошения мурзы Атяевы)[30].
3. Розгильдеевы[30].
4. Ногаевы[30].
5. Казуровы[30]
6. Ромадоновские (два прошения. Не путать с князьями Ромодановскими-Рюриковичами)[30].